# Jewish Holocaust Museum and Research Centre
Il Jewish Holocaust Museum and Research Centre si trova a Elsternwick, un quartiere di Melbourne nello Stato australiano di Victoria. Il museo è stato fondato nel 1984 da sopravvissuti alla Shoah. La sua missione è la memoria dei sei milioni di ebrei assassinati tra il 1933 e il 1945 dai nazionalsocialisti.

## Descrizione
Il centro è stato fondato senza un notevole sostegno finanziario delle autorità australiane o di altre fonti. Perciò sin dall'inizio il centro dipende dall'impegno dei sopravvissuti alla Shoah, delle loro famiglie e dei volontari. Grazie al loro supporto, il JHC è uno dei centri di ricerca più importanti dell’Australia in questo settore. Il Centro ospita una biblioteca specializzata sull'Olocausto, una collezione di oltre 1300 testimonianze video di sopravvissuti e migliaia di documenti originali, foto, opere d'arte e oggetti del periodo dell'Olocausto.
Gli obiettivi del museo sono la lotta contro il razzismo e la promozione della tolleranza nella società. In primo luogo il museo insegna la Shoah, particolarmente ai giovani. Circa 16.000 alunni frequentano il museo ogni anno.
Il museo offre visite guidate per studenti, a volte persino condotte da sopravvissuti alla Shoah. Inoltre il museo promuove l’educazione degli adulti, offre dei programmi di aggiornamento degli insegnanti e organizza delle conferenze pubbliche. In collaborazione con l'organizzazione benefica Jewish Care il museo ha un ruolo importante nella assistenza ai sopravvissuti anziani.
Dal 2008 i volontari austriaci del Servizio civile Austriaco per la Memoria della Deportazione e della Shoah possono lavorare per 10-12 mesi nel JHC in alternativa al servizio militare obbligatorio, o al servizio civile, in Austria. Il loro lavoro comprende, tra l'altro, la traduzione di documenti, la preparazione di mostre, il lavoro in biblioteca e la catalogazione di fotografie.